# 501(c)
501(c), é um código designado à toda organização sem fins lucrativos segundo a lei federal dos Estados Unidos de acordo com a seção "501(c)" do Código da Receita Federal (26 USC § 501(c)) e é um dos mais de 29 tipos de organizações sem fins lucrativos isentos de alguns impostos federais sobre a renda. As Seções 503 a 505 estabelecem os requisitos para a obtenção de tais isenções. Muitos estados se referem à "Seção 501(c)" para definições de organizações isentas de impostos estaduais também. As organizações "501(c)" podem receber contribuições ilimitadas de indivíduos, empresas e sindicatos.

## Tipos
De acordo com a publicação IRS 557, na seção "Organization Reference Chart", a seguir está uma lista exata dos tipos de organização 501(c) e suas descrições correspondentes.
| Tipo da organização | Descrição |
| ------------------- | --- |
| 501(c)(1)           | Federal Credit Unions and National Farm Loan Associations |
| 501(c)(2)           | Title-holding Corporations for Exempt Organizations |
| 501(c)(3)           | Religious, Educational, Charitable, Scientific, Literary, Testing for Public Safety, to Foster National or International Amateur Sports Competition, or Prevention of Cruelty to Children or Animals Organizations |
| 501(c)(4)           | Civic Leagues, Social Welfare Organizations, and Local Associations of Employees |
| 501(c)(5)           | Labor, Agricultural and Horticultural Organizations |
| 501(c)(6)           | Business Leagues, Chambers of Commerce, Real Estate Boards |
| 501(c)(7)           | Social and Recreational Clubs |
| 501(c)(8)           | Fraternal Beneficiary Societies and Associations |
| 501(c)(9)           | Voluntary Employee Beneficiary Associations |
| 501(c)(10)          | Domestic Fraternal Societies and Associations |
| 501(c)(11)          | Teachers' Retirement Fund Associations |
| 501(c)(12)          | Benevolent Life Insurance Associations, Mutual Ditch or Irrigation Companies, Mutual or Cooperative Telephone Companies                                                                                            |
| 501(c)(13)          | Cemetery Companies |
| 501(c)(14)          | State-Chartered Credit Unions, Mutual Reserve Funds |
| 501(c)(15)          | Mutual Insurance Companies or Associations |
| 501(c)(16)          | Cooperative Organizations to Finance Crop Operations |
| 501(c)(17)          | Supplemental Unemployment Benefit Trusts |
| 501(c)(18)          | Employee Funded Pension Trust (created before 25 June 1959) |
| 501(c)(19)          | Post or Organization of Past or Present Members of the Armed Forces |
| 501(c)(20)          | Group Legal Services Plan Organizations |
| 501(c)(21)          | Black Lung Benefit Trusts |
| 501(c)(22)          | Withdrawal Liability Payment Fund |
| 501(c)(23)          | Veterans Organizations |
| 501(c)(24)          | Section 4049 ERISA Trusts |
| 501(c)(25)          | Real Property Title-Holding Corporations or Trusts with Multiple Parents |
| 501(c)(26)          | State-Sponsored Organization Providing Health Coverage for High-Risk Individuals |
| 501(c)(27)          | State-Sponsored Workers' Compensation Reinsurance Organization |
| 501(c)(28)          | National Railroad Retirement Investment Trust |
| 501(c)(29)          | Qualified Nonprofit Health Insurance Issuers |